# Прибрежная улица (Зеленогорск)
Прибре́жная у́лица — улица в городе Зеленогорске Курортного района Санкт-Петербурга. Проходит от Приморского шоссе (западнее дома 560) до Финского залива.
Первое название улицы — Vellamonkatu — появилось в 1920-х годах. Оно дано по женскому имени Велламо — персонажа карело-финского эпоса «Калевала».
Современное наименование присвоено после войны и связано с тем, что улица ведет к берегу Финского залива.
В 2013 году на Прибрежной улице, 6, был построен так называемый медицинский комплекс, который на самом деле оказался фиктивным, поскольку «находятся объекты незавершенного строительства, которые по своим параметрам не соответствуют представленной документации, и некоторые из них частично разрушены, в них отсутствуют окна, отсутствуют перегородки». Было возбуждено уголовное дело по статье «Мошенничество» в отношении сотрудника службы строительного надзора.
В будущем на западной стороне Прибрежной улицы будет построен многофункциональный летний концертно-спортивный комплекс.